# Ma Campagne (Kinshasa)
Pour les articles homonymes, voir Ma Campagne.
Ma Campagne est un district aisé de la commune de Ngaliema à Kinshasa, en république démocratique du Congo. Ma Campagne est situé au sud du Mont Ngaliema et comprend le quartier luxueux du Mont-Fleury[réf. souhaitée].

## Édifices et monuments
- Palais de Marbre